# 체커스 연설
체커스 연설(영어: Checkers speech) 또는 기금 연설(Fund speech)은 1952년 9월 23일, 미국 대통령 선거 6주 전 리처드 닉슨 상원의원(공화당-캘리포니아)이 부통령 공화당 후보로서 행한 연설이다. 닉슨은 자신의 정치 비용을 보전하기 위해 후원자들이 설립한 기금과 관련된 부적절한 행위로 고발당했다. 공화당 후보로서 자신의 입지는 위태로웠고 닉슨은 로스앤젤레스로 날아가 반 시간 동안 텔레비전 연설을 통해 자신을 변호하고 반대자들을 공격하며, 청중들에게 공화당 전국위원회 (RNC)에 연락하여 자신이 후보로 남아있어야 하는지 여부를 알려달라고 촉구했다. 연설 중에 닉슨은 결과에 관계없이 한 가지 선물은 계속 소유할 것이라고 밝혔는데 그것은 그의 아이들이 체커스라고 이름 붙인 흑백 코커 스패니얼이었다. 이로 인해 이 연설은 대중적인 이름을 얻게 되었다.
닉슨은 연설에서 밝혔듯이 검소한 가정에서 태어났으며, 로스쿨 졸업 후 군 복무, 선거 운동, 의회 활동에 시간을 보냈다. 1950년 상원 선거에서 성공한 후 그의 후원자들은 그의 정치 활동 자금을 계속 모금했다. 이 기부금은 자신의 여행 비용, 우편 특권이 부여되지 않은 정치 우편물의 우편 요금, 그리고 유사한 경비를 보전하는 데 사용되었다. 당시 그러한 기금은 불법이 아니었지만 닉슨은 정부 부패를 공격하는 데 주력했기 때문에 기부자들에게 특별한 혜택을 주었을 수도 있다는 비난에 노출되었다.
언론은 1952년 9월, 드와이트 D. 아이젠하워 장군의 러닝메이트로 닉슨이 선택된 지 두 달 만에 이 기금에 대해 알게 되면서 이야기는 빠르게 확산되어 그의 후보 지위를 위협하기에 이르렀다. 여론의 흐름을 바꾸기 위해 닉슨은 서해안의 정차 유세를 중단하고 로스앤젤레스에서 전국에 텔레비전과 라디오 방송을 하기 위해 날아갔다. RNC는 텔레비전 시간을 구매하기 위해 75,000달러를 모금했다. 체커스 언급 아이디어는 닉슨의 연설 8년 전 같은 날에 행해진 프랭클린 D. 루스벨트의 팔라 연설에서 나왔는데, 루스벨트는 자신의 개 팔라가 알류샨 열도에 남겨졌다고 주장하며 그를 데려오기 위해 구축함을 보냈다는 공화당의 주장을 비웃었다.
닉슨의 연설은 약 6천만 명의 미국인이 시청하거나 청취했으며, 이는 당시 가장 큰 텔레비전 시청자 수를 기록했다. 이 연설은 대중의 폭발적인 지지를 이끌어냈다. RNC와 다른 정치 사무실들은 닉슨을 지지하는 수백만 통의 전보와 전화 통화를 받았다. 그는 후보로 남게 되었고, 몇 주 후 1952년 11월 선거에서 압승을 거두었다. 체커스 연설은 정치인이 텔레비전을 사용하여 유권자들에게 직접 호소한 초기 사례였지만, 때로는 조롱되거나 비하되기도 했다. 체커스 연설이라는 용어는 이후 대중의 지지를 얻기 위해 정치인이 행하는 개인적이고 감정적으로 충전된 연설을 의미하게 되었다.

## 배경
1950년, 캘리포니아주 리처드 닉슨 하원의원은 상원의원 선거에서 헬렌 가하간 하원의원을 꺾고 당선되었다. 6년 임기가 확정되자, 닉슨 캠페인 관계자들은 그의 경력을 어떻게 더 발전시킬지 논의했다. 캠페인 매니저 머레이 초티너와 캠페인 의장 버니 브레넌은 1956년 재선에 앞서 향후 6년간 연중 캠페인을 제안했다. 닉슨의 남부 캘리포니아 캠페인 재무 담당자 데이나 스미스는 자신이 관리하는 "기금"으로 알려진 것을 제안했는데, 이는 닉슨의 정치적 경비를 지불하는 데 사용될 것이었다.
스미스가 한 잠재적 기부자에게 보낸 편지에 따르면, 기금에 기부된 돈은 다음과 같은 용도로 사용될 것이었다.
자신의 통행료 수당보다 더 자주 캘리포니아를 방문하는 데 드는 교통비와 호텔 경비. 수당을 초과하는 항공 우편 및 장거리 전화 요금 ... 그를 지지해 준 사람들에게 ... 보낼 자료 준비 ... 캠페인에 참여했거나 재정적으로 기여한 사람들에게 보내는 크리스마스 카드 비용 ... 라디오 방송 및 텔레비전 프로그램 자료 제작 비용. ... 그리고 기타 유사한 항목들.
상원의원으로서 닉슨은 연봉 12,500달러를 받았다 (2022년 기준 $125,000에 해당). 그는 75,000달러 이상의 경비 수당을 받았는데, 이는 대부분의 상원의원이 받는 것보다 많았지만 (캘리포니아는 가장 인구가 많은 주 중 하나였기 때문에), 그 돈은 12명의 직원의 급여와 문구류, 전화 서비스, 전보 및 기타 사무실 경비를 충당하는 데 사용되었다. 또한 닉슨과 그의 가족이 매 의회 회기마다 납세자 부담으로 워싱턴 D.C.와 캘리포니아를 왕복하는 항공권 한 세트를 구매하는 데에도 사용되었다.
닉슨은 나중에 후원자들과 보좌관들의 태도를 "지금 당장 1956년 선거 운동을 시작하기를 원하며, 연설을 하고 캘리포니아를 방문하는 등 자금을 확보하는 것이 그 방법이라고 생각한다"고 설명했다. 기부자들은 그의 초기 지지자들로만 구성되었고, 기부금은 1,000달러(2022년 기준 $10,000에 해당)로 제한되었다. 닉슨은 기부자의 이름을 알리지 않았지만, 모금 편지에는 닉슨이 "물론 귀하의 지속적인 관심에 매우 감사할 것"이라고 명시되어 있었다. 1951년 10월 30일까지 약 16,000달러(2022년 기준 $160,000에 해당)가 모금되었으며, 이 중 닉슨은 주로 로스앤젤레스 지역의 기부자들로부터 약 12,000달러(2022년 기준 $120,000에 해당)를 지출했다. 상원의원의 1950년과 1951년 크리스마스 카드 비용은 총 4,237.54달러(2022년 기준 $42,300에 해당)였다. 초기 모금 성공에도 불구하고, 1951년 11월부터 1952년 7월까지는 겨우 2,200달러만 모금되었고, 500달러 기부를 기대하며 인쇄비가 미지급 상태였다.

## 기금 위기

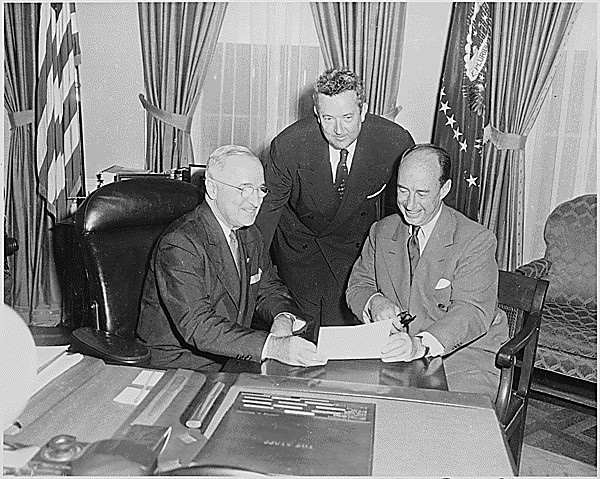
해리 S. 트루먼 대통령(왼쪽, 앉아있음)이 애들레이 스티븐슨 주지사(오른쪽, 앉아있음)와 존 스파크먼 상원의원을 만나는 모습

1952년, 공화당은 드와이트 D. 아이젠하워를 대통령 후보로 닉슨을 러닝메이트로 선택했고, 반면 미국 민주당은 일리노이 주지사 애들레이 스티븐슨을 대통령 후보로, 앨라배마주 존 스파크먼 상원의원을 부통령 후보로 지명했다. 닉슨을 포함한 1952년 공화당 전당대회 캘리포니아 대표단은 주의 "페이보릿 선" 후보인 주지사 얼 워런에게 충성을 맹세했으며, 그는 중재된 전당대회에서 대통령 후보 지명을 얻기를 희망했다. 워런은 후보 지명을 얻는 데 실패했고, 그의 지지자들은 닉슨이 워런 지지에 대한 약속에도 불구하고 아이젠하워를 지명하기 위해 막후에서 작업했으며, 부통령 후보 지명을 수락한 것에 대해 정치적 기회주의라고 비난했다. 패서디나 출신의 불만을 품은 워런 지지자는 기금 이야기를 여러 기자에게 유출했다.
닉슨은 상원 재직 중 공공 청렴성을 위해 캠페인을 벌였으며, 자신의 당 의장인 가이 가브리엘슨이 대출 스캔들에 연루되었을 때 그의 사임을 요구하기도 했다. 그러한 "분개한 수사"를 사용함으로써, 닉슨은 기금 위기가 터졌을 때 "자신의 입지를 약화"시켰다.

### 이야기의 전개
9월 14일, 닉슨은 미트 더 프레스 출연을 마친 후 신문 엔터프라이즈 협회의 기자 피터 에드슨으로부터 기금에 대해 질문을 받았다. 닉슨은 에드슨에게 기금은 그의 지지자들이 정치적 경비를 지불하기 위해 설립된 것이며, 기부자들의 이름을 알아내려 노력하지 않았다고 설명하고, 추가 정보를 위해 에드슨에게 스미스를 찾아가라고 지시했다. 에드슨과 다른 기자들은 스미스에게 연락했고, 스미스는 기금에 대한 질문에 답변했다. 사흘 후, 닉슨의 선거 운동 열차인 "딕 닉슨 스페셜"은 포모나를 출발하여 서해안과 로키 산맥 주들을 순회하는 정차 유세에 나섰다.

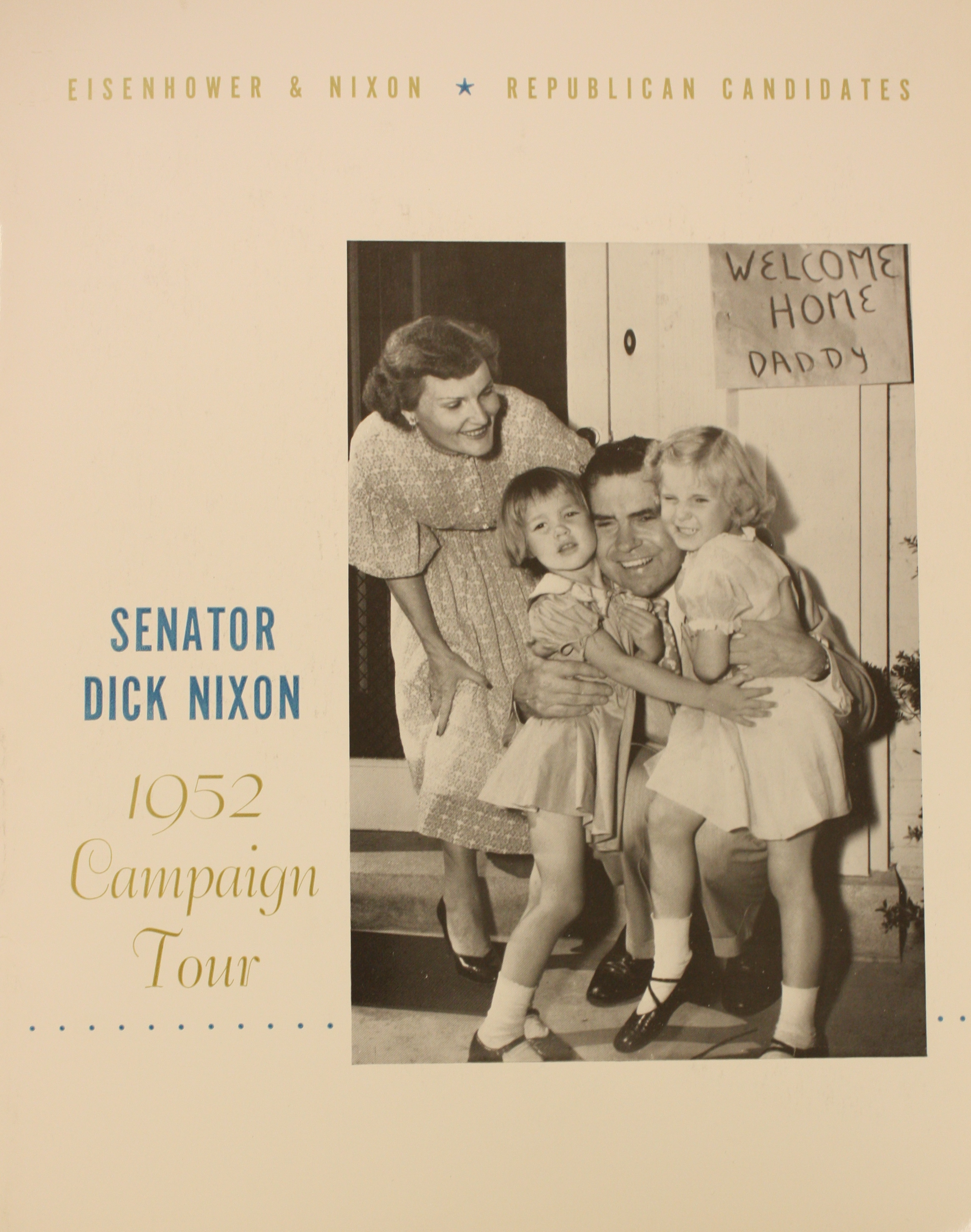
"딕 닉슨 스페셜"의 메뉴

에드슨의 18일 칼럼에는 기금의 안전 장치에 대한 스미스의 긴 인용문이 포함되어 있었는데, 닉슨은 나중에 이를 "공정하고 객관적"이라고 평가했다. 그러나 뉴욕 포스트의 레오 캐처는 스미스를 인터뷰하고 "비밀 부자들의 신탁 기금이 닉슨을 그의 급여를 훨씬 넘는 호화로운 생활을 하게 한다"는 제목의 기사를 썼고, 기금 기부자들을 "백만장자 클럽"이라고 불렀다. 닉슨은 나중에 캐처의 남동생이자 역시 기자였던 에드워드의 객관성을 칭찬했지만, 그에게 "네 형 레오는 개자식이야"라고 말했다.
그날 딕 닉슨 스페셜이 베이커즈필드에 도착했을 때, 아직 격렬해지는 소동을 모르는 닉슨은 공화당 후보를 홍보하고 지역 하원의원 토머스 H. 워델을 지지하는 연설을 했다. 연설 후, 공화당 활동가 키스 매코맥은 닉슨에게 유나이티드 프레스에 의해 "닉슨 스캔들 기금"이라는 제목으로 보도된 포스트 기사를 보여주었다. 매코맥에 따르면, 상원의원은 충격으로 의자에 주저앉았고, 다시 닉슨의 선거 운동 매니저를 맡고 있던 머레이 초티너와 패트릭 J. 힐링스 하원의원(하원에서 닉슨의 후임자이자 닉슨의 측근)의 도움을 받아 자신의 객실로 돌아가야 했다.
민주당 전국위원회 의장 스티븐 A. 미첼은 닉슨에게 후보직 사퇴를 요구하며 "닉슨 상원의원은 [그 기금이] 도덕적으로 잘못된 것임을 알고 있습니다. 아이젠하워 장군도 도덕적으로 잘못된 것임을 알고 있습니다. 미국 국민도 도덕적으로 잘못된 것임을 알고 있습니다"라고 말했다. 반면에 공화당 칼 문트 상원의원은 이 이야기가 "좌익, 동조자, 그리고 전 공산주의자들의 더러운 책략"이라고 비난했다. 닉슨은 이 기금이 납세자에게 부담을 지우는 대신 정치적 경비를 지불하기 위한 것이라고 설명하는 서면 성명을 발표했다. 신문들은 이 기금과 그 수혜자에 대해 점점 더 선정적인 기사를 보도했다. 새크라멘토 비는 닉슨을 "부유한 남부 캘리포니아 특수 이익 집단의 애완 프로테제... 그들의 대변인이자, 심지어 그들의 로비스트"라고 불렀다. 한편 패서디나 스타-뉴스는 한 기부자에게 닉슨 가족이 더 큰 집이 필요하고 하녀를 고용할 여유가 없다는 이유로 호소했다고 보도했다.
열차는 9월 19일 아침 메리즈빌에 도착했고, 닉슨은 뒷 플랫폼에서 연설을 했다. 열차가 출발할 때, 그가 뒷 플랫폼에 남아있는 동안 군중 속 누군가가 "16,000달러는 어떻게 된 겁니까?" (당시 기금에 기부된 것으로 알려진 금액)라고 외쳤다. 닉슨은 열차를 멈추게 하고, 자신이 정치적 행보를 계속하면 "사기꾼과 공산주의자들"이 자신을 비방할 것이라는 말을 들었다고 답했다. 그는 군중에게 기금이 상원 경비 수당으로 지불될 수 있었던 비용을 부담했기 때문에 납세자의 돈을 절약했다고 말했다. 그는 워싱턴에서 "사기꾼과 공산주의자들"을 쫓아내겠다고 약속했다.

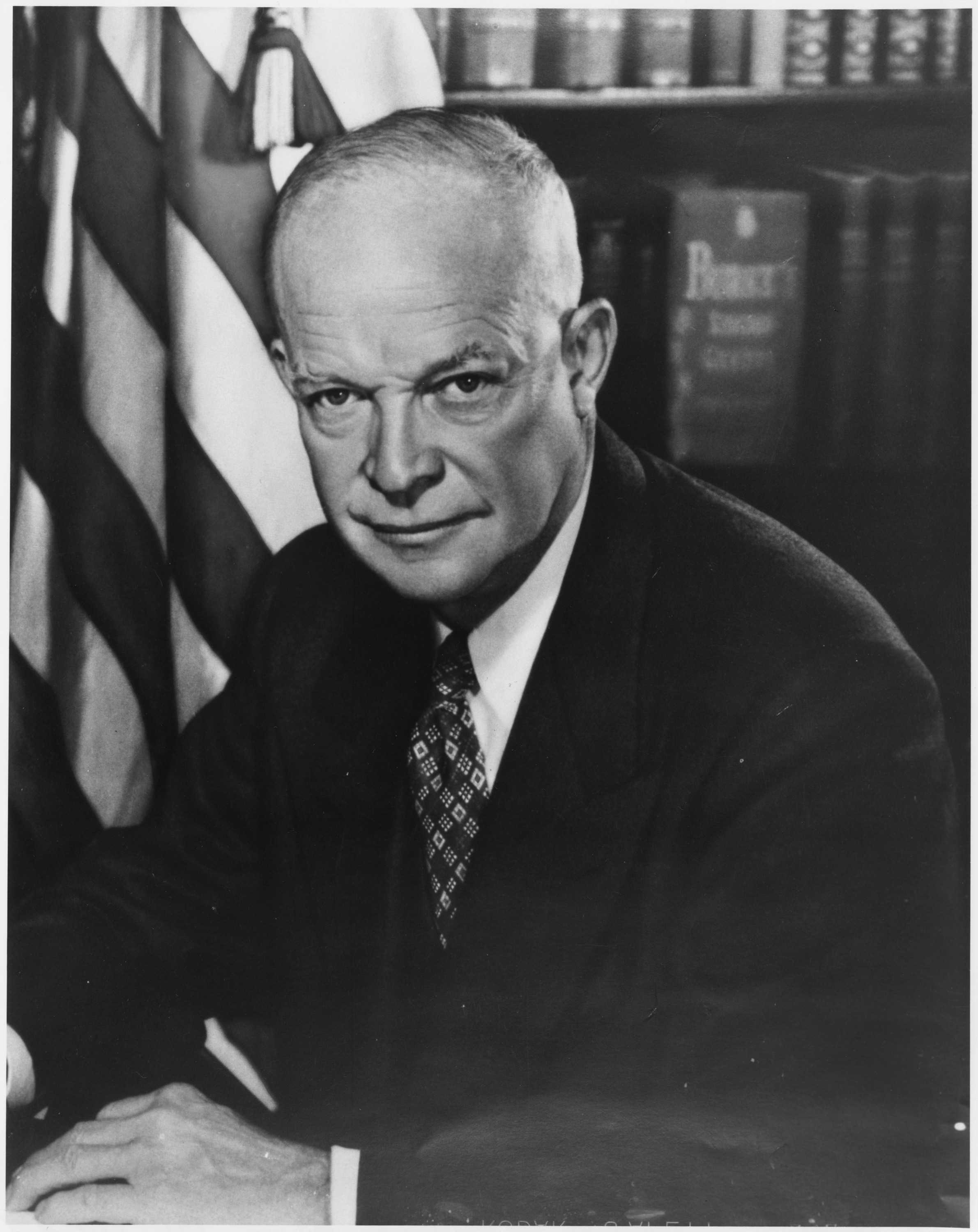
드와이트 D. 아이젠하워

아이젠하워는 자신의 열차인 "이웃을 앞서나가라"를 타고 미주리주를 순회하고 있었고, 19일 아침 그의 선거 캠프 직원들은 그에게 다가오는 폭풍에 대해 알렸다. 아이젠하워는 공개적으로 닉슨에게 기금과 관련된 모든 문서를 공개하라고 요청했고, "상원 의원의 말보다 장군이 더 무엇을 요구하는가?"라고 의아해했던 초티너는 다소 실망했다. 아이젠하워 보좌관들은 캘리포니아의 선배 공화당 상원의원 윌리엄 놀런드에게 연락하여 그를 하와이에서 아이젠하워 열차로 합류시켜 잠재적인 러닝메이트 교체 후보로 활용할 수 있도록 설득했다.
이때쯤 닉슨 선거 캠프 본부에는 닉슨에게 후보직 사퇴를 요구하는 메시지가 쏟아지고 있었다. 아이젠하워의 열차가 후보가 연설을 하기 위해 멈출 때마다 그는 "가난한 리처드 닉슨을 도우려면 여기에 기부하세요"라는 팻말을 든 시위자들과 마주쳤다. 영향력 있는 워싱턴 포스트와 뉴욕 헤럴드-트리뷴은 모두 닉슨에게 후보직을 떠나라고 요구했는데, 초티너는 이 사실을 후보에게 알리지 않았다. 닉슨은 질문하는 기자로부터 이 사실을 알게 되었다. 9월 20일 아침에는 100개가 넘는 신문이 기금에 대해 사설을 썼는데, 닉슨에게 반대하는 의견이 2대 1로 많았다. 열차가 유진에 멈췄을 때, 닉슨은 그의 아내를 언급하는 시위자들의 팻말을 마주했다: "팻, 뇌물은 어떻게 할 건가요?"와 "닉슨에게 밍크 코트는 없고—차가운 현금만". 그는 체커스 연설에서 반복될 구절로 화를 내며 답했다. 닉슨 부부에게 밍크 코트가 없다고 말한 후, 그는 "팻 닉슨이 훌륭한 공화당 천 코트를 입고 있다는 사실이 자랑스럽고, 그녀는 계속 그렇게 할 것"이라고 말했다.
양당의 정치인들은 기금의 적절성과 닉슨이 무엇을 해야 할지에 대해 의견을 제시했으며, 대부분은 자신의 정치적 소속에 따라 의견을 같이했다. 그러나 민주당 대통령 후보 스티븐슨은 공개적으로 판단을 유보했고, 이로 인해 초티너는 "스티븐슨이 여기서 뭔가 두려워하는 것 같다. 뭔가 숨길 것이 있을 거야."라고 의심하게 되었다.

### 연설 구상
9월 20일, 공화당 전국위원회 관계자 밥 험프리스가 처음으로 닉슨에게 TV 연설을 통해 자신의 입장을 설명하라고 제안했다. RNC 의장이자 미래의 우정청장 아서 서머필드는 그 아이디어를 좋게 생각했지만, 비용에 대해 우려했다. 그날 저녁, 닉슨은 보좌관들과 협의했는데, 그들은 만장일치로 그에게 후보직 사퇴를 만류했다. 험프리스는 그날 저녁 닉슨의 포틀랜드 호텔에서 초티너에게 전화했고, 선거운동본부장은 방송이 닉슨이 자신의 입장을 밝힐 가장 좋은 기회임을 깨달았다. 험프리스는 닉슨이 미트 더 프레스에 출연할 것을 제안했지만, 초티너는 "어쩌면 비우호적인 언론 질문에 방해받지 않고" 후보가 방송을 완전히 통제해야 한다고 주장하며 그 제안을 거부했다. 험프리스는 서머필드가 TV 방송 비용에 대해 우려하고 있다고 언급했지만, 초티너는 후보 변경을 반영하기 위해 모든 선거운동 자료를 재인쇄하는 비용이 TV 방송 비용보다 훨씬 더 많이 들 것이라고 지적했다.
다음 날인 9월 21일 일요일에도 사설 의견이 쏟아졌지만, 아이젠하워는 계속해서 판단을 유보했다. 아이젠하워는 은퇴한 대법원 판사 오웬 로버츠에게 기금의 합법성을 평가하도록 요청하는 것을 고려했지만, 시간 제약으로 인해 불가능했다. 아이젠하워는 로스앤젤레스 법률 회사 깁슨, 던 & 크러처에 법률 의견을 요청하고, 회계 법인 프라이스 워터하우스에 기금 기록을 감사하도록 요청하기로 결정했다. 한편 닉슨은 그의 어머니의 지지 전보에 용기를 얻었고, 전 미네소타 주지사 해럴드 스타센이 후보직 사퇴를 촉구하는 전보에 낙담했다. 닉슨 지지자인 뉴욕 주지사 토머스 E. 듀이는 닉슨에게 아이젠하워 보좌관 대부분이 그의 해임을 찬성하며, 닉슨이 TV 방송을 하면 사람들에게 의견을 보내달라고 요청해야 한다고 말했다. 듀이는 만약 반응이 닉슨에게 강하게 유리하지 않다면, 후보직을 떠나야 한다고 덧붙였다.
닉슨은 마침내 일요일 밤 태평양 시간 10시에 아이젠하워로부터 전화를 받았다. 아이젠하워는 그가 후보직을 떠나는 것을 꺼린다고 표현했으며, 미국 국민에게 자신의 입장을 밝힐 기회를 가져야 한다고 생각했다. 닉슨은 방송 직후 아이젠하워가 자신을 러닝메이트로 유지할지 여부에 대한 결정을 내릴 수 있는지 물었고, 아이젠하워가 머뭇거리자 그는 화를 내며 외쳤다: "장군님, 이런 문제에서는 똥을 싸든지 변기에서 내리든지 해야 할 때가 옵니다." 아이젠하워는 대중의 반응을 파악하는 데 3~4일이 걸릴 수 있다고 답했다.

### 준비 및 설정

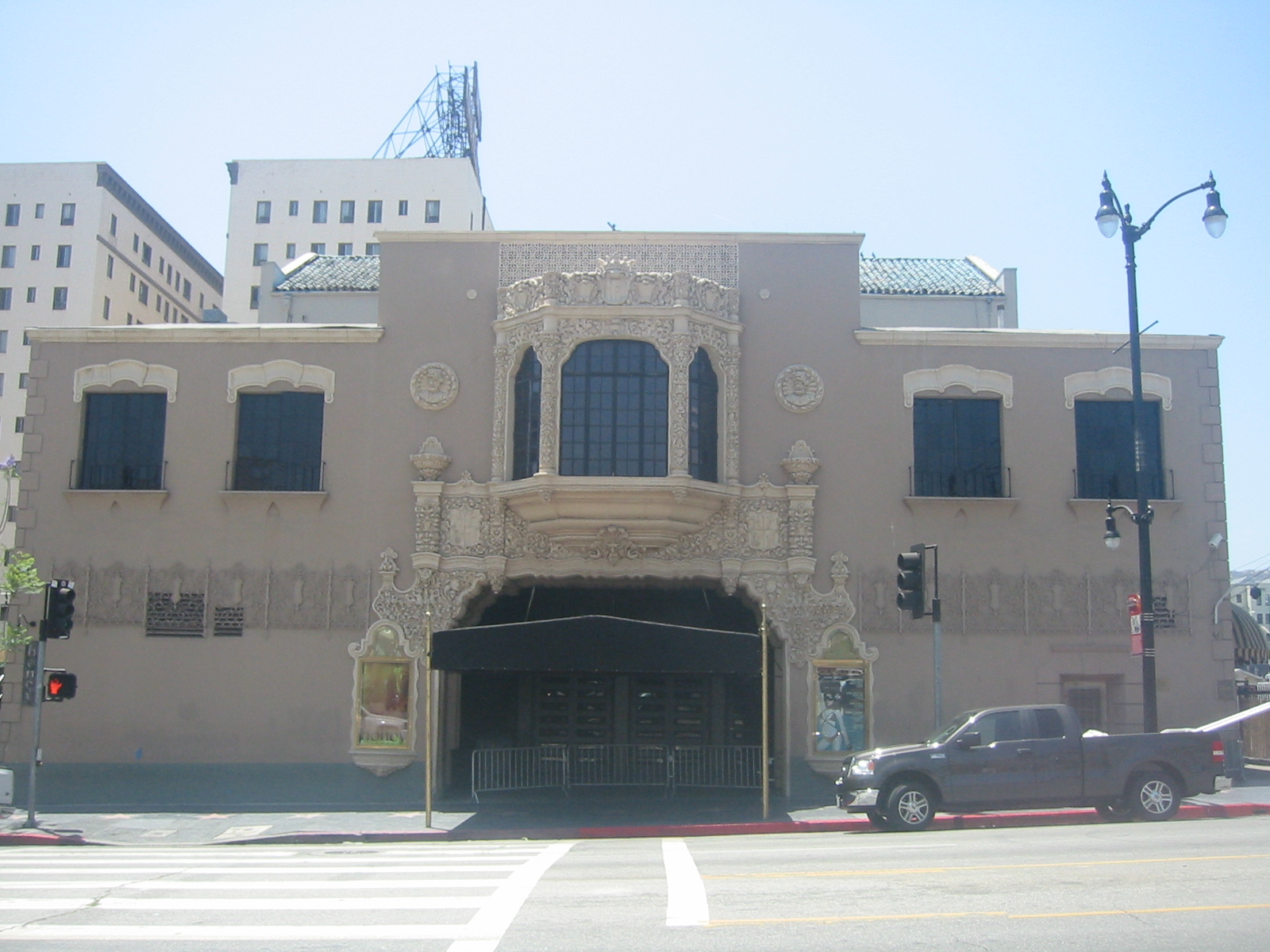
엘 카피탄 극장, 현재는 아발론 할리우드로 알려져 있다.

9월 22일 밤부터 아침까지 아이젠하워와 닉슨 보좌관들은 연설을 준비했다. RNC는 텔레비전 방송 시간 30분을 구매하는 데 필요한 75,000달러(물가상승률|US|75000|1952|fmt=eq|r=-4})를 모금하기 위해 노력했고, 아이젠하워 캠프는 60개의 NBC 방송국이 연설을 중계하도록 확보했으며, CBS와 뮤추얼은 라디오 중계를 제공했다. 닉슨 캠프는 처음에는 그날 저녁인 9월 22일 월요일, 엄청나게 인기 있는 왈가닥 루시 쇼 직후 30분 방송을 주장했지만, 닉슨이 그렇게 빨리 준비할 수 없다고 밝히자 화요일 밤 6시 30분, 동부 시간 9시 30분으로 결정했으며, 이는 거의 동등하게 인기 있는 텍사코 스타 시어터의 밀턴 베를 쇼 직후였다. 캠페인 측은 할리우드의 엘 카피탄 극장을 사용하기로 했는데, 그곳은 당시 여러 NBC 버라이어티 쇼가 방송되던 곳으로 NBC 라디오 시티 웨스트보다 조명이 우수했기 때문이었다. 닉슨은 언론에 텔레비전으로 국민에게 연설할 것이라고 말했지만, 자신이 무엇을 말할지에 대한 어떤 질문도 받기를 거부했다.
월요일 아침, 닉슨은 비행기에서 연설 노트를 작성하며 로스앤젤레스로 날아갔다. 그는 유진에서 아내의 코트에 대해 했던 말을 적었다. 닉슨은 가족 재정에 대한 노트를 작성했는데, 팻 닉슨은 왜 사람들이 자신들의 재정 세부 사항을 알아야 하는지 물으며 불쾌해했다. 닉슨은 정치인들이 어항 속 물고기처럼 산다고 답했다. 그는 프랭클린 D. 루스벨트가 자신의 개 팔라를 데려오기 위해 구축함을 보냈다는 공화당의 주장에 비꼬듯 응답했던 팔라 연설을 회상했고, 최근에 그의 아이들이 받은 개를 기억했다. 텍사스주 출신의 순회 판매원 루 캐롤은 팻 닉슨이 자신의 두 자녀 트리샤와 줄리가 개를 "원했다"고 언급한 기사를 읽었고, 그의 개, 아메리칸 코커 스패니얼이 막 새끼를 낳았다는 사실을 알게 되었다. 전보 교환 후, 그는 강아지를 상자에 넣어 기차로 닉슨 부부에게 보냈고, 6살짜리 트리샤 닉슨은 그 개를 "체커스"라고 이름 지었다. 닉슨은 루스벨트를 연상시키는 일화를 포함하면 적들을 괴롭히고 친구들을 즐겁게 할 것이라고 판단했다.
비행기가 로스앤젤레스에 도착하자, 닉슨은 앰배서더 호텔의 한 스위트룸에 은둔했고, 아내, 초티너, 그리고 변호사이자 고문인 윌리엄 P. 로저스 외에는 아무도 그가 무엇을 계획하고 있는지 알리지 않았다. 그는 모교인 휘티어 칼리지의 아는 교수 두 명에게 전화하여 적절한 에이브러햄 링컨 인용문을 물었다. 그들은 두 가지 제안을 다시 전화로 알려주었는데, 닉슨은 그중 하나를 사용했다. 자신의 메시지가 걸러지는 것을 원치 않았던 닉슨은 청중의 규모를 줄일 것이라고 확신하며 언론에 연설의 사전 원고를 제공하는 것을 단호히 거부했다. 연설에서 무엇을 말할지에 대한 확실한 정보가 없자, 소문이 언론을 통해 퍼져나갔다. UPI는 닉슨이 연설 예정 시간보다 훨씬 전에 후보직에서 사임할 것이라고 보도했다. 22일 저녁, 초티너가 예측했던 대로 민주당 후보 애들레이 스티븐슨도 비슷한 기금을 가지고 있다는 사실이 언론에 보도되었다. 스티븐슨에 대한 정보는 RNC의 밥 험프리스가 유출했지만, 그는 나중에 후회하며 "아무도 거기에 큰 관심을 기울이지 않았다"고 언급했다.
연설 당일인 23일 아침, 변호사들은 상원의원이 경비 상환을 받는 것이 합법적이라고 의견을 제시했고, 회계사들은 자금 유용의 증거가 없다고 밝혔다. 기금은 해산되고, 닉슨의 지명 이후 받은 선물은 선거 자금으로 처리될 예정이었다. 보고서에도 불구하고 아이젠하워는 연설의 성공에 의존하는 것에 대해 다시 생각했다. 그는 보좌관에게 듀이 주지사에게 전화하여 닉슨에게 연설 끝에 후보직 사퇴를 발표하라고 지시하라고 말했다. 마침내 상황이 해결되었다고 믿은 아이젠하워와 그의 참모들은 편안한 저녁 식사를 하고 그날 저녁 클리블랜드에서 15,000명의 공화당 지지자들 앞에서 할 자신의 연설을 준비하기 시작했다.
오후 4시 30분, 닉슨, 초티너, 로저스는 연설에 대한 대중의 반응을 어디로 보내야 할지 논의하던 중, 듀이의 보좌관이 닉슨에게 전화를 걸었다. 초티너는 이유를 짐작하면서도 마지못해 닉슨을 전화로 뉴욕 주지사와 통화하게 했다. 듀이는 닉슨에게 아이젠하워의 보좌관들이 만장일치로 닉슨이 사임해야 한다고 주장하며, 듀이 자신은 동의하지 않지만, 닉슨이 TV 방송 끝에 그렇게 말해야 한다고 말했다. 닉슨은 아이젠하워가 자신에게 무엇을 원하는지 물었다. 듀이는 대통령 후보 본인과는 이야기하지 않았지만, 아이젠하워의 측근으로부터 온 말이라 장군의 견해를 대변하는 것이 틀림없다고 모호하게 답했다. 닉슨은 자신의 연설을 변경하기에는 너무 늦었다고 답했고, 듀이는 그가 그렇게 할 필요는 없지만, 연설 끝에 후보직 사퇴와 아이젠하워가 이를 수락해야 한다고 주장하는 말을 추가하기만 하면 된다고 확신시켰다. 듀이는 심지어 상원 의원직 사퇴와 뒤따를 보궐 선거에 출마할 의사까지 발표하라고 제안했다. 그는 닉슨이 압도적인 다수로 재선될 것이며, 이는 그를 변호할 것이라고 확신했다. 닉슨은 한동안 침묵했고, 듀이가 그에게 무엇을 할 것인지 묻자 상원의원은 자신도 모른다고 답했으며, 아이젠하워의 보좌관들이 알고 싶다면 다른 모든 사람들처럼 지켜보면 된다고 말했다. 수화기를 끊기 전에 닉슨은 "그리고 내가 정치에 대해 뭔가 알고 있다고 전해줘!"라고 덧붙였다.
듀이와의 대화에 다소 멍해진 닉슨은 연설을 위해 옷을 갈아입고 메모를 검토했다. 초티너가 닉슨의 방으로 들어와, 만약 그가 후보직에서 강제로 물러나면, 초티너는 대규모 기자회견을 열고 닉슨의 퇴진으로 이어진 모든 조작을 폭로할 것이라고 말했다. 초티너는 그 결과로 생길 소란이 두 사람에게 아무런 의미도 없을 것이라고 덧붙였다. 왜냐하면 어쨌든 그들은 정치와는 끝났을 것이기 때문이었다. 닉슨은 나중에 초티너의 약속이 긴장을 풀어주고 필요한 힘을 주었다고 말했다. 닉슨 부부와 선거 운동 직원들은 엘 카피탄으로 향했고, 그곳에서는 거리에서 환호하는 젊은 공화당원들이 그들을 맞이했다. 그중에는 미래의 닉슨 백악관 비서실장 해리 로빈스 홀더먼도 있었다. 클리블랜드에서는 아이젠하워 장군과 매미 아이젠하워 여사, 그리고 장군의 보좌관들이 대통령 후보가 연설할 클리블랜드 퍼블릭 오디토리움 위 관리실에서 텔레비전으로 연설을 시청할 준비를 했다.

## 연설 전달
닉슨의 요구로 엘 카피탄 극장은 완전히 비워졌다. 언론 관계자들은 인근 방에 머물며 텔레비전으로 시청할 수 있었다. 속기사들은 앰배서더 호텔에 대기하며 동부 마감 시간을 맞춰 언론을 위한 닉슨 연설의 정확한 필사본을 확보했다. 초티너와 로저스는 극장 내 스크린 뒤에서 시청했고, 지지자들이 뜨개질한 드레스를 입은 팻 닉슨은 남편의 몇 피트 옆 무대 위에 앉았다. 선택된 세트는 책상, 의자 두 개, 책장이 있는 "GI 침실 서재"였다. 닉슨은 보통 암기된 원고로 작업하는 것을 선호했지만, 이번 연설에서는 즉흥적인 느낌을 주기 위해 메모를 보고 연설할 예정이었다. 닉슨은 카메라맨들을 위한 움직임을 연습하는 데 시간을 보냈고 마침내 아내와 함께 분장실로 들어가 잠시 동안 혼자만의 시간을 가졌다. 그는 아내에게 자신이 해낼 수 없을 것 같다고 말했지만, 그녀는 그를 안심시켰다.

### 서두 및 사무실 경비
연설은 닉슨이 책상에 앉아 있는 모습으로 시작되었다. 그는 "친애하는 미국 국민 여러분, 저는 오늘 밤 부통령 후보이자 정직성과 성실성에 [sic] 의문이 제기된 사람으로서 여러분 앞에 섰습니다."라고 말했다. 닉슨은 트루먼 행정부의 예를 따르지 않고 혐의를 무시하지 않을 것이며, 비방에 대한 최선의 대응은 "진실을 말하는 것"이라고 말했다.
닉슨은 18,000달러의 기금을 언급하며, 그가 지지자들로부터 돈을 받았다는 비난을 받았다고 말했다. 그 기금으로 개인적인 이득을 취했거나, 비밀리에 운영되었거나, 기부자들이 특별한 혜택을 받았다면 잘못된 것이라고 말한 후, 그는 계속해서 다음과 같이 말했다.
18,000달러나 그 외의 어떤 돈도 단 한 푼도 저의 개인적인 용도로 사용된 적이 없습니다. 모든 돈은 미국 납세자에게 청구해서는 안 된다고 생각했던 정치적 경비를 지불하는 데 사용되었습니다. 그것은 비밀 기금이 아니었습니다. 사실, 제가 미트 더 프레스에 출연했을 때, 여러분 중 일부는 지난 일요일에 보셨을 것입니다 — 피터 에드슨이 프로그램이 끝난 후 저에게 다가와서 "딕, 우리가 들은 이 기금에 대해 어떻게 생각하세요?"라고 물었습니다. 그래서 저는 "음, 그것은 비밀이 아닙니다. 가서 기금의 관리자였던 데이나 스미스를 만나보세요"라고 말했습니다.

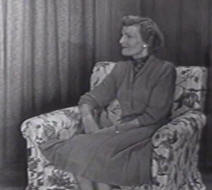
팻 닉슨이 남편의 체커스 연설을 지켜보고 있다.

닉슨은 기금 기부자 중 어떤 누구도 일반 유권자가 받지 못했을 서비스를 받지 않았다고 말한 후, 회의적인 질문을 예상하며 "음, 상원의원님은 그 기금을 무엇에 사용하셨습니까? 왜 그것이 필요했습니까?"라고 말했다. 그의 수사학적인 질문에 대한 답변으로, 그는 상원의원의 급여와 사무실 수당을 설명했다. 그는 정치적 경비를 충당할 수 있는 다양한 방법을 설명했다. 한 가지 방법은 부유해지는 것이지만, 그는 자신은 부유하지 않다고 말했다. 또 다른 방법은 자신의 배우자를 의회 사무실 급여에 올리는 것인데, 그는 자신의 민주당 경쟁자인 존 스파크먼 상원의원이 그렇게 했다고 말했다. 닉슨은 워싱턴에서 일자리가 필요한 유능한 속기사가 너무 많아 자신은 그렇게 하는 것이 불편하다고 느꼈지만, 팻 닉슨은 "훌륭한 속기사"였고 가끔 사무실에서 자원봉사자로 도왔다. 이 시점에서 카메라는 처음으로 닉슨에게서 팻 닉슨이 책상 옆에 앉아있는 모습을 비추었다. 닉슨은 캘리포니아와의 거리가 멀어 일부 국회의원들처럼 법률 업무를 계속할 수 없었으며, 어쨌든 그는 법률 제정자로 일하면서 법률 업무를 하는 것이 이해 상충이라고 느꼈다고 말했다. 따라서 그는 자신의 수입으로는 감당할 수 없는 정치적 경비를 충당하는 가장 좋은 방법은 기부자들이 그렇게 하도록 허용하는 것이라고 밝혔다. 닉슨은 자신의 진술에 대한 증거로 법률 및 회계 의견을 제시했다.

### 가족 재정, 코트, 그리고 개
닉슨은 계속해서 회의적인 수사학적 질문을 던지며, 일부는 의견이 있더라도 그가 개인적으로 이득을 얻을 방법을 찾았을 수도 있다고 생각할 것이라고 말했다. 그는 자신의 질문에 답하면서 요바린다에서 태어난 것과 닉슨 형제들이 일했던 가족 식료품점에서 시작하여 자신의 배경과 재정 상황을 자세히 설명했다. 그는 대학과 로스쿨에서의 노력, 군 복무 경력을 언급하며 전쟁이 끝났을 때 자신과 팻 닉슨은 10,000달러의 저축을 가지고 있었으며, 모두 애국적으로 국채에 투자되어 있었다고 말했다. 그는 닉슨 부부가 친척으로부터 받은 소액의 유산 금액을 언급한 후, 워싱턴에서의 삶으로 넘어갔다.
우리는 다소 검소하게 살았습니다. 4년 동안 우리는 버지니아 알렉산드리아의 파크페어팩스에 있는 아파트에 살았습니다. 월세는 80달러였습니다. 그리고 우리는 집을 살 수 있는 때를 위해 저축했습니다. 자, 그것이 우리가 벌어들인 것입니다. 이 돈으로 무엇을 했습니까? 오늘날 그것으로 무엇을 보여줄 수 있습니까? 이것은 여러분을 놀라게 할 것입니다. 왜냐하면 그것은 공인들의 일반적인 기준에 비추어 볼 때 매우 적기 때문입니다.

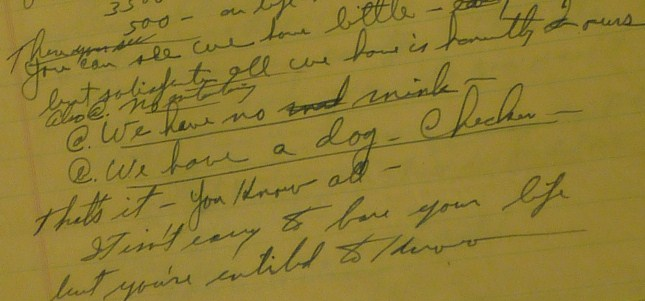
닉슨이 체커스 연설을 한 메모의 발췌문

닉슨이 그들의 재정을 설명하는 동안, 방송은 다시 팻 닉슨이 남편을 뚫어지게 바라보는 모습을 보여주었다. 팻 닉슨은 나중에 자신이 남편이 무엇을 말할지 정확히 몰랐고 듣고 싶었기 때문에 그렇게 몰입해서 바라보았다고 말했다. 닉슨은 그들의 자산과 부채를 자세히 설명했다: 워싱턴에 있는 저당 잡힌 집; 부모님이 살고 있는 캘리포니아에 있는 비슷한 저당 잡힌 집. 부모님과 리그스 은행에서 받은 대출금. 상원의원에 대한 담보대출 생명 보험 증서; 아내나 자녀에 대한 보험은 없었다. 2년 된 올즈모빌과 가구, 그리고 그와 아내는 주식이나 채권을 소유하고 있지 않았다.
음, 그 정도입니다. 그것이 우리가 가진 것이고, 그것이 우리가 빚진 것입니다. 그리 많지 않지만, 팻과 저는 우리가 가진 모든 10센트가 정직하게 얻은 것이라는 만족감을 느낍니다. 이 점을 말씀드려야겠네요 - 팻은 밍크 코트가 없습니다. 하지만 그녀는 품위 있는 공화당 천 코트를 가지고 있습니다. 그리고 저는 항상 그녀에게 어떤 옷을 입어도 예쁘다고 말합니다!
닉슨이 이러한 점들을 말하는 동안, 머레이 초티너는 가려진 부스에서 "기쁨의 함성을 질렀다". 초티너가 환호하는 동안, 닉슨은 "연설에 이름을 부여하고, 유명하게 만들고, 악명 높게 만들" 만들 다음과 같은 구절로 나아갔다.
또 한 가지 말씀드려야 할 것 같습니다. 왜냐하면 그러지 않으면 저에 대해서도 그렇게 말할 것이기 때문입니다. 저희는 선거 후에 선물을 받았습니다. 텍사스에 계신 어떤 분이 라디오에서 팻이 우리 아이들이 강아지를 가지고 싶어 한다는 말을 들으셨답니다. 그리고 믿거나 말거나, 우리가 이번 선거 운동 여행을 떠나기 전날, 볼티모어 유니언 역에서 우리에게 소포가 있다는 메시지를 받았습니다. 우리는 그것을 가지러 갔습니다. 무엇이었는지 아십니까?

텍사스에서부터 쭉 보내온 작은 코커 스패니얼 강아지가 상자 안에 들어있었습니다. 흑백 점박이였습니다. 그리고 우리 어린 딸, 6살짜리 트리샤가 이름을 체커스라고 지었습니다. 그리고 아시다시피, 모든 아이들처럼 아이들은 그 강아지를 사랑합니다. 그리고 지금 당장 말씀드리지만, 사람들이 뭐라고 말하든 상관없이 우리는 그 강아지를 키울 것입니다.
닉슨은 부유한 집안에서 상속받은 스티븐슨이 대통령 선거에 출마할 수 있다는 것에 기쁨을 표했다. 그러나 "검소한 사람들"도 기회를 얻어야 한다며, 그는 링컨에게 기인한 다음과 같은 인용문을 낭송했다.: "에이브러햄 링컨을 기억하십시오. 그가 말했듯이: '하나님은 보통 사람들을 사랑하셨음에 틀림없다 — 너무나 많이 만드셨으니.'"

### 민주당 공격; 대중에게 편지 요청
닉슨은 스티븐슨에게 자신의 기금에 대한 완전한 회계와 기부자 명단을 공개할 것을 요구했다. 또한 그는 닉슨이 반복했듯이 아내를 급여 명단에 올린 스파크먼 상원의원에게 그가 가졌을 수 있는 모든 외부 수입을 완전히 공개할 것을 요구했다. "왜냐하면, 여러분, 기억하십시오. 미국 대통령이 될 사람, 미국 부통령이 될 사람은 모든 국민의 신뢰를 받아야 합니다. 그래서 제가 지금 하는 일을 하는 것이며, 그래서 스티븐슨 씨와 스파크먼 씨는 공격을 받고 있으니 제가 하는 일을 해야 한다고 제안하는 것입니다." 닉슨이 이 점을 말할 때, 클리블랜드 사무실에 앉아 있던 아이젠하워는 연필을 내던졌는데, 자신의 재정이 조사에서 벗어날 수 있는 유일한 주요 정당 후보가 되지 않을 것이라는 사실을 깨달았기 때문이었다. 아이젠하워는 자신의 베스트셀러 회고록 수입이 양도 소득으로 간주되도록 허용하는 유리한 의회법의 혜택을 받았다.
닉슨은 자신에게 다른 비방이 가해질 것이라고 경고했고, 지금 그를 공격하는 많은 논평가들도 앨저 히스 사건에서의 그의 역할로 그를 공격했으며, 이에 대해 그는 사과하지 않았다. 그리고 그는 자리에서 일어나 책상 뒤에서 나와 계속 말했다.
그리고 이 문제에 관한 한, 저는 계속 싸울 것입니다. 왜 제가 그렇게 깊이 느끼냐고요? 왜 비방과 오해에도 불구하고, 제가 그랬듯이 한 사람이 이곳에 와서 자신의 영혼을 드러내야만 합니까? 왜 제가 이 싸움을 계속해야 합니까? 그리고 제가 왜 그래야 하는지 말씀드리겠습니다. 왜냐하면, 보시다시피, 저는 제 조국을 사랑합니다. 그리고 제 조국이 위험에 처했다고 생각합니다. 그리고 지금 미국을 구할 수 있는 유일한 사람은 제 후보 명단에 있는 대통령 후보인 드와이트 아이젠하워라고 생각합니다.

여러분은 "왜 위험에 처했다고 생각하냐?"고 말하시겠죠. 기록을 보십시오. 트루먼-애치슨 행정부 7년 동안 무슨 일이 일어났습니까? 6억 명의 사람들이 공산주의자들에게 넘어갔고, 6.25 전쟁에서는 11만 7천 명의 미국인 사상자가 발생했습니다.
닉슨은 스티븐슨이 공산주의의 위협을 경시하여 대통령 자격이 없다고 주장했다. 그는 아이젠하워가 정부에서 부패와 공산주의를 제거하는 데 필요한 유일한 지도자라고 강조했다. 6.25 전쟁에 참전 중인 군인의 아내가 재정적인 어려움에도 불구하고 캠페인에 10달러를 기부하기 위해 돈을 모았다는 편지의 일부를 읽으며, 닉슨은 그 수표를 절대로 현금화하지 않겠다고 약속했다.
할당된 시간 중 3분도 채 남지 않았을 때, 닉슨은 마침내 질문에 답했다: 그가 남을 것인가, 아니면 떠날 것인가? 그는 떠나지 않아야 한다고 생각했다. "이 말씀을 드리겠습니다: 저는 그만두어야 한다고 생각하지 않습니다. 왜냐하면 저는 포기자가 아니기 때문입니다. 그리고 덧붙여, 팻도 포기자가 아닙니다. 결국, 그녀의 이름은 패트리샤 라이언이었고 그녀는 성 패트릭의 날에 태어났습니다. 아시다시피 아일랜드 사람들은 절대 포기하지 않습니다."
공화당 전당대회가 RNC에게 후보 명단의 공석을 채울 권한을 부여하는 것이 관례라는 사실을 이용하며, 닉슨은 아이젠하워가 다시 연필을 내던지며 이번에는 부러뜨릴 정도로 아이젠하워의 권한을 회피했다.
저는 오늘 밤 이 텔레비전 방송을 통해 공화당 전국위원회에 그들의 결정을 맡깁니다. 저의 후보 지위가 도움이 될지 해가 될지 그들이 결정하게 하십시오. 그리고 여러분이 그들이 결정하는 데 도움을 주시기를 요청합니다. 제가 계속 남아야 할지, 아니면 물러나야 할지 공화당 전국위원회에 전보를 보내고 편지를 써주십시오. 그리고 그들의 결정이 무엇이든 저는 따를 것입니다.

하지만 마지막으로 이 말을 하고 싶습니다. 무슨 일이 일어나든 저는 이 싸움을 계속할 것입니다. 저는 이 사기꾼들과 공산주의자들, 그리고 그들을 변호하는 자들을 워싱턴에서 몰아낼 때까지 미국 전역에서 캠페인을 벌일 것입니다.
카메라를 향해 나아가면서 닉슨은 아이젠하워를 칭찬하며 연설을 마쳤다.
그는 위대한 인물입니다. 그리고 아이젠하워에게 한 표를 던지는 것은 미국에게 좋은 것에 한 표를 던지는 것입니다.

## 그 후

### 후보자와 대중
닉슨은 처음에는 연설이 실패했다고 확신했다. 로저스와 초티너의 축하와 한 카메라맨이 눈물을 흘리고 있었음에도 불구하고, 그는 공화당 전국위원회 주소를 언급하지 않은 것을 자책했다. 젊은 공화당원들은 닉슨 일행이 극장을 떠날 때까지 계속 박수를 보냈지만, 그는 차가 출발하자마자 옆에서 뛰어가던 아이리시 세터에 시선을 고정했다. "음, 그래도 개 세상에서는 히트 쳤네." 상원의원의 절망에도 불구하고, 그의 아내는 남편이 자신을 변호했다고 확신했다. 6천만 명이 넘는 미국인이 그 연설을 시청하거나 청취했는데, 이는 당시까지 가장 많은 텔레비전 시청자 수였다.
닉슨은 로비가 조용한 앰배서더 호텔을 떠났는데, 돌아오니 인파로 가득했고, 곧 그를 축하하는 환영객들에게 둘러싸였다. 일행은 가까스로 그의 스위트룸으로 들어갔고, 몇 분간의 긴장된 침묵 후, 연설을 칭찬하고 그에게 후보로 남아달라고 촉구하는 전화와 전보가 "사방에서" 쏟아지기 시작했다. 하지만 클리블랜드의 아이젠하워로부터는 아무런 연락이 없었다.

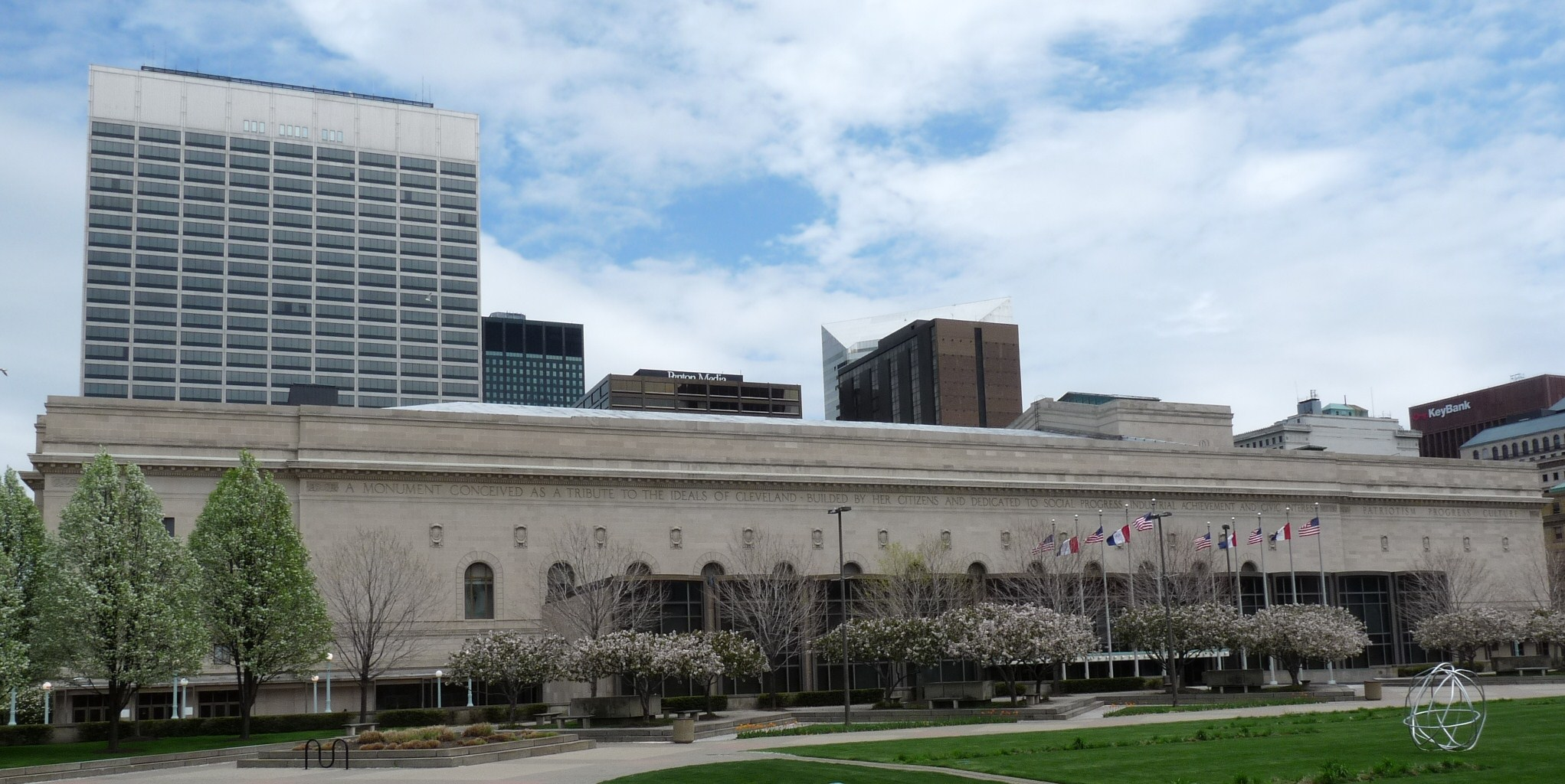
1952년 9월 23일 공화당 기금 모금 행사가 열린 클리블랜드 퍼블릭 오디토리움

클리블랜드에서 연설이 끝나자 아이젠하워 장군은 RNC 의장 서머필드에게 "음, 아서, 당신은 정말 돈값을 했군."이라고 말했다. 매미 아이젠하워는 눈물을 흘렸고, 장군은 그녀에게 닉슨은 완전히 정직한 사람이라고 말했다. 아이젠하워의 연설을 기다리던 15,000명의 지지자들은 홀의 공공 확성기 시스템을 통해 체커스 연설을 들었고, 조지 H. 벤더 하원의원이 마이크를 잡고 군중에게 "닉슨을 지지하십니까?"라고 묻자 아수라장이 되었다. 아래 군중이 "닉슨을 원한다!"고 외치자, 아이젠하워는 서둘러 연설을 수정했다.
아이젠하워의 흥분한 군중을 향한 연설과 러닝메이트에게 보낸 전보는 모두 모호했다. 장군은 러닝메이트의 연설을 칭찬했지만, 최종 결정을 내리기 전에 두 사람이 얼굴을 맞대고 만나야 한다고 말했다. 아이젠하워는 RNC가 후보 교체 권한을 가지고 있다고 확인하면서도, 위원회는 그의 뜻에 따라 움직일 가능성이 높다고 밝혔다. 아이젠하워는 닉슨에게 다음 선거 운동 장소인 웨스트버지니아 휠링에서 직접 만나자고 요청했다. 아이젠하워의 전보는 전송이 지연되어 닉슨의 스위트룸으로 쏟아지는 전보들 사이에 묻혔고, 닉슨은 그의 러닝메이트의 입장을 통신사 보도를 통해 알게 되었다.
아이젠하워의 태도를 듣자, 마침내 자신이 달변이라고 확신했던 닉슨의 행복감은 분노로 변했고, 그는 그 연설이 아이젠하워를 만족시키지 못한다면 자신이 할 수 있는 일은 아무것도 없다고 말했다. 그는 비서 로즈 메리 우즈를 불러 RNC에 후보직 사퇴 전보를 받아쓰게 했다. 우즈가 메모를 들고 방을 나설 때, 초티너가 그녀를 막아 시트를 빼앗아 찢었다. 초티너는 닉슨의 분노를 이해했지만, 사퇴는 시기상조라고 느꼈다. 선거 운동 본부장은 닉슨에게 대중의 지지 물결이 아이젠하워를 압박하도록 허용하라고 촉구했다. 그는 아이젠하워가 요청한 대로 휠링으로 가는 대신, 미줄라, 몬태나에서 열차 투어를 재개하자고 제안했다. 닉슨은 아이젠하워의 전보에 짧은 수신 확인과 함께 다음 주 워싱턴 D.C.에서 만나자고 제안했다. 초티너는 서머필드에게 전화하여 닉슨이 충분히 학대당했다고 느끼며, 서머필드가 그 만남에서 닉슨이 후보자로 확정될 것이라고 명예를 걸고 약속할 때까지 아이젠하워를 만나지 않을 것이라고 말했다. "딕은 용서를 구하는 어린아이처럼 보이고 싶지 않아요."
닉슨 일행이 공항으로 떠나기 직전, 닉슨의 친구이자 언론인 버트 앤드루스가 전화로 그에게 연락할 수 있었다. 앤드루스는 닉슨에게 휠링으로 가야 한다고 말했다. 대중의 반응이 이미 결과를 예고하고 있다는 것이었다. 그는 닉슨에게 아이젠하워가 필연적인 결정을 자신의 방식으로 내리기를 바라는 바람에 동의해야 한다고 조언했고, 닉슨은 그 조언이 "진실의 울림이 있었다"고 인정했다. 그럼에도 불구하고, 닉슨 일행은 미줄라로 날아갔다.

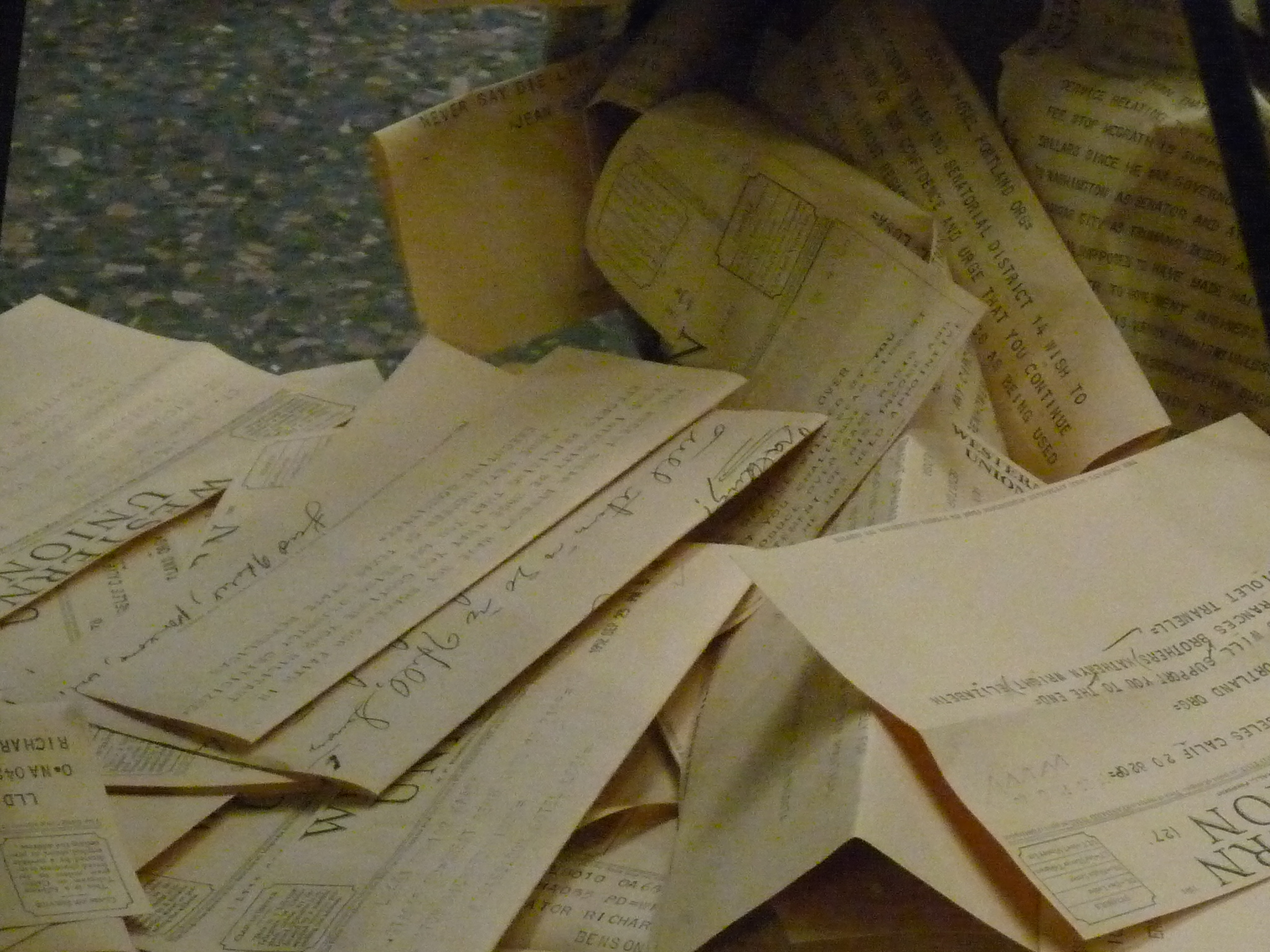
체커스 연설 후 보내진 지지 전보

이때쯤, 궁극적으로 4백만 통이 넘을 편지, 전보, 엽서, 전화 통화 중 첫 번째 물결이 RNC 본부와 다른 정치 사무실로 쇄도했다. 나중에 한 연구에서 이러한 통신 중 약 7%만이 실질적인 문제를 다루었다고 밝혀졌지만, 여전히 닉슨에게 유리한 의견이 75대 1로 많았다. 닉슨 회의론자들도 동참했다. 스타센과 듀이 모두 축하 전보를 보냈다. 많은 편지에는 방송 비용을 지불하는 데 도움이 되는 기부금이 포함되어 있었는데, RNC는 결국 75,000달러 비용의 4분의 3을 회수했다. 신문 교환원들은 RNC 주소를 찾는 전화로 마비되었고, 웨스턴 유니온은 청취자들이 RNC에 전보를 보내달라는 닉슨의 요청에 불시에 붙잡혀 추가 인력을 배치하지 못했다. 체커스 자신은 1년 동안 먹을 수 있는 충분한 사료와 수백 개의 목줄, 목걸이, 장난감을 받았다.
정치인들은 일반적으로 당파적으로 반응했는데, 사우스다코타의 공화당 상원의원 문트는 "닉슨의 연설은 미국 역사상 가장 악랄한 비방 중 하나에 대한 완전한 변호이다."라고 말했다. 뉴멕시코의 민주당 상원의원 클린턴 앤더슨은 "그가 18,000달러에 대해 이야기했으면 좋았을 텐데 — 강아지가 아니라... 누가 내 식사를 사기 위해 기금을 마련했다고 가정해 보자. 나는 한 푼도 받지 못했다고 말할 수 있을 것이다."라고 말했다.

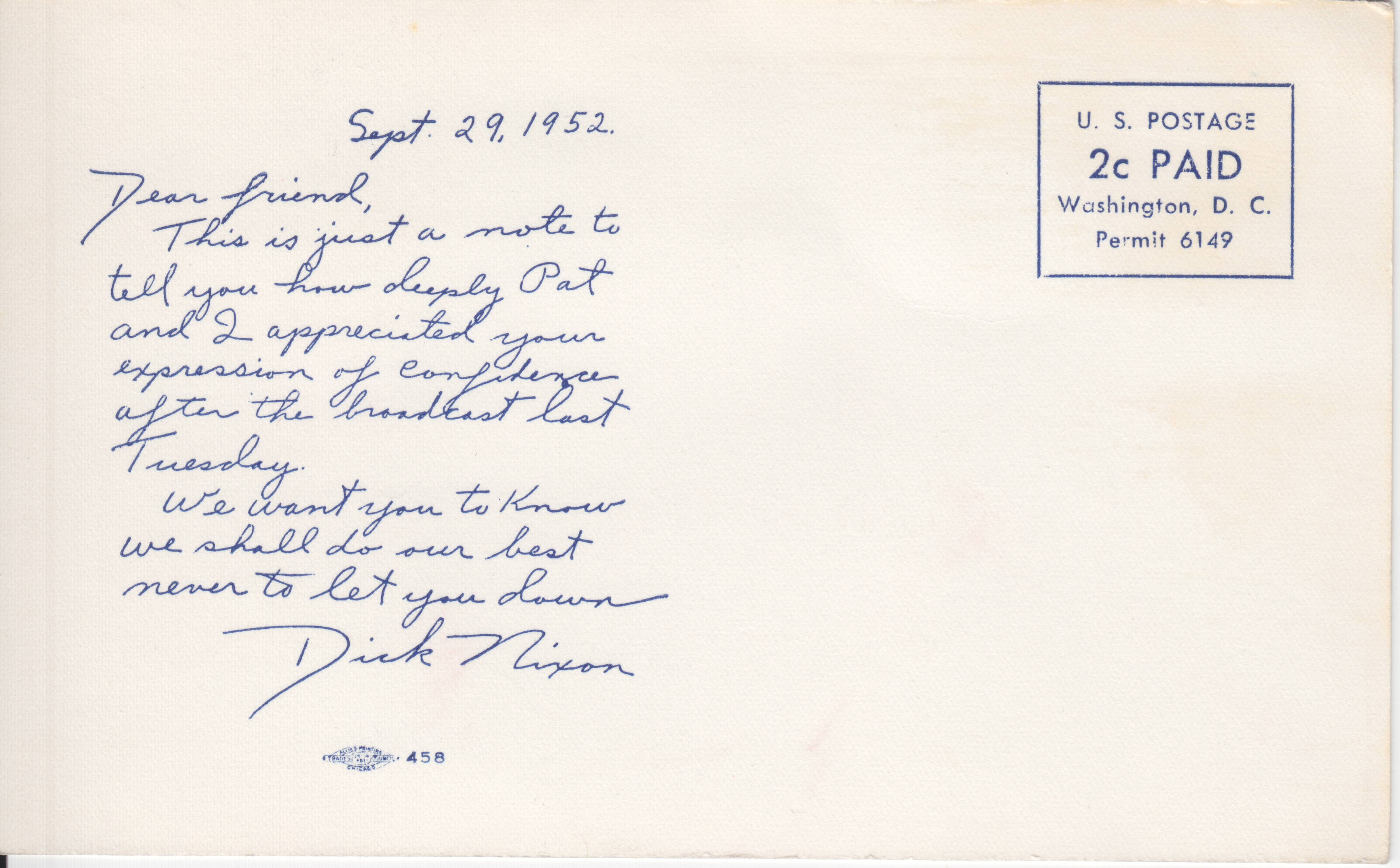
연설 후 지지자들에게 보낸 닉슨의 인쇄된 엽서

9월 24일 아침, 서머필드와 험프리스는 미줄라 호텔에 있는 닉슨에게 전화했다. 초티너의 조건에 아이젠하워가 동의하면 휠링으로 날아가겠다는 닉슨의 동의를 확보한 후, 두 사람은 휠링으로 가는 도중 포츠머스에 있는 아이젠하워와 선거운동 책임자 뉴햄프셔 주지사 셔먼 애덤스에게 연락하여 닉슨과의 대화와 대중으로부터 쏟아지는 통신에 대해 브리핑했다. 아이젠하워와 애덤스는 닉슨이 후보로 남을 것이라는 확신을 가지고 휠링으로 올 수 있다는 데 동의했다. 미줄라와 덴버에서 연설을 한 후, 그리고 아이젠하워가 그의 러닝메이트가 "비방 시도"의 희생자였다고 발표하는 자신의 연설을 한 후, 닉슨은 24일 늦게 휠링에 도착했다. 아이젠하워는 공항으로 나와 비행기를 맞이했고, 문이 열리자 닉슨 부부를 맞이하기 위해 계단을 서둘러 올라갔다.
후보자들은 비행기를 맞이하기 위해 온 3,000명의 군중에게 손을 흔들었고, 닉슨은 명예로운 자리에 앉아 시티 아일랜드 스타디움에서 열린 집회장으로 함께 차를 타고 이동했으며, 아이젠하워는 위기가 전혀 없었던 것처럼 닉슨과 대화했다. 경기장에서 아이젠하워는 닉슨을 "동료"이자 "악랄하고 비원칙적인 공격"을 받았지만 "자신을 변호했고" "그 어느 때보다 높은 위상에 서게 된" 사람으로 소개했다. 아이젠하워는 닉슨의 어머니가 아들의 성실성을 보장하는 전보와 서머필드가 RNC가 만장일치로 닉슨을 후보로 유지하기로 결정했다고 밝힌 전보 두 통을 읽는 것으로 마무리했다. 닉슨은 이어서 군중에게 이것이 자신이 미국인이라는 사실이 가장 자랑스러웠던 두 순간 중 하나였다고 말했고, 다른 하나는 1945년 뉴욕에서 열린 승리 퍼레이드에서 아이젠하워 장군이 지나가는 것을 보았을 때였다고 말했다. 그는 휠링 집회를 "내 인생의 가장 위대한 순간"이라고 불렀다.

### 언론의 반응
연설에 대한 언론들의 반응은 엇갈렸다. 닉슨을 비판하고 심지어 그가 기금 문제로 형사 수사를 받고 있다는 주장까지 보도했던 뉴욕 타임스는 닉슨의 "침착함과 확신"을 칭찬했다. 뉴욕 저널 아메리칸은 "우리 생각에는 그저 훌륭했다. 다른 말로 표현할 방법이 없다"고 극찬했다. 피츠버그 프레스는 이 연설을 "비범한 연설"이라고 불렀다. 모바일 레지스터는 기금 위기가 "그에게 원치 않는 기회를 주었고, 그는 그것을 최대한 활용했다"고 평가했다.
그러나 일부 신문은 동의하지 않았다. 볼티모어 선은 닉슨이 "적절성이라는 근본적인 문제에 전혀 다루지 않았다"고 지적했고, 세인트루이스 포스트-디스패치는 이 연설을 "정교하게 조작된 연속극"이라고 불렀다. 칼럼니스트 월터 리프먼은 닉슨에 대한 지지 물결을 "불안하다... 현대 전자 장비의 확대와 함께, 단순히 폭도 통치이다"라고 말했다. 만찬 손님과 연설에 대해 논의하면서 그는 "그것은 내 나라가 감내해야 했던 가장 굴욕적인 경험이었을 것"이라고 말했다. 칼럼니스트 토마스 스토크스는 아이젠하워가 러닝메이트 문제에 대해 "젊은 남자 본인 — 피고 — 가 나서서 주도권을 잡을 때까지" 주저했다고 비판했다. 아이젠하워는 대통령 재임 기간 내내 우유부단하다는 비난을 계속 받았다.
닉슨은 기금에 대한 추가 질문에 답변을 거부했고, 관심은 스티븐슨의 기금으로 옮겨졌는데, 특히 그 세부 사항이 명확해지면서 더욱 그러했다. 스티븐슨 주지사의 기금은 총 146,000달러에 달하는 것으로 드러났으며, 기자들에게 크리스마스 선물, 사교 클럽 회비, 그리고 그의 아들이 주최하는 무도회에 오케스트라를 고용하는 등의 비용으로 사용되었다. 닉슨의 방식을 본받아 민주당은 스티븐슨의 기금에 대한 질문에 답변을 거부했다. 양당 모두 이 문제를 묻어버리기를 열망했고, 이야기는 사라졌다.

## 유산

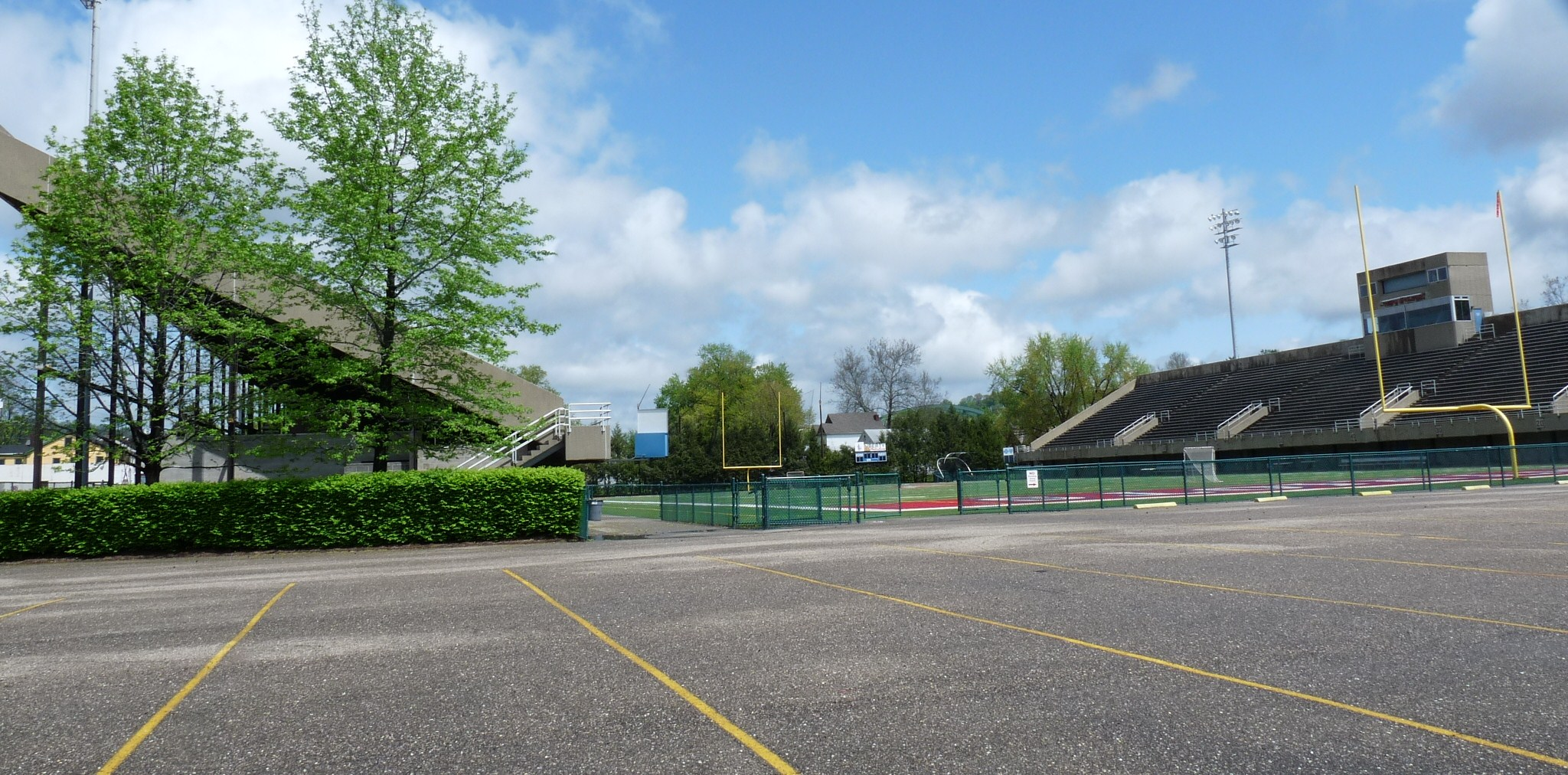
휠링 아일랜드 스타디움 (당시 시티 아일랜드 스타디움), 1952년 9월 24일 공화당 집회가 열린 곳

뉴욕 타임스가 닉슨의 연설이 공화당 후보에게 "활력을 불어넣었다"고 평가하면서, 아이젠하워와 닉슨은 11월에 압승을 거두었고, 공화당은 의회 양원을 간신히 차지했다. 닉슨의 전기 작가 콘래드 블랙에 따르면, 이 연설은 닉슨에게 미국 중산층 전역에 지지자들을 얻게 했고, 그는 평생 동안 이들을 유지했으며, 사망 후에도 계속해서 그를 옹호할 것이다. 그러나 비평가들은 나중에 이 연설을 논란 많은 정치인의 "가식"의 "궁극적인 표현"으로 보게 될 것이다. 닉슨의 전기 작가 스티븐 앰브로즈는 일부 청중이 이 연설을 "지금까지 경험한 가장 역겹고, 구역질 나고, 감상적인 연기 중 하나"라고 생각했다고 말했다. 1968년 닉슨이 대통령으로 당선되기 직전에 발표된 연설 분석에서, 로버트 S. 캐스카트와 에드워드 A. 슈워츠는 닉슨이 "비난에 정면으로 맞서 즉각적인 목표를 성공적으로 달성했지만, 궁극적으로 그의 정치 경력 쇠퇴로 이어진 이미지를 만들었다"고 주장했다.
이 연설은 텔레비전이 미국 국민의 많은 부분을 정치 캠페인에 동원하는 힘을 보여준 전례 없는 사례였다. 그러나 연설에 앞서 쏟아진 부정적인 언론의 관심은 닉슨에게 "상처를 남겼고", 미래의 대통령은 의회 경력 동안 누렸던 언론과의 쉬운 관계를 다시는 회복하지 못했다. 언론이 적이라는 그의 종종 언급된 견해는 그의 몰락에 일조했다.

닉슨은 매년 연설 기념일을 축하했다. 미래의 대통령은 이 연설이 곧 대중적으로 "체커스 연설"로 알려지는 것을 싫어했다. 1962년 저서 여섯 번의 위기 (기금 위기는 여섯 가지 중 하나였다)에서 그는 "마치 내 개에 대한 언급이 내 정치 경력을 구한 유일한 것처럼"이라는 표현에 반대했다. 닉슨은 이 연설을 "기금 연설"이라고 부르는 것을 선호했으며, 그의 연설문 작성자들에게는 필수 독서로 만들었다. 시간이 지나면서 체커스 연설은 비하되었고, 닉슨의 전기 작가 얼 마조는 "나는 닉슨을 싫어하지만 왜 싫은지는 모른다"는 태도의 상당 부분이 그의 1960년 대통령 선거 실패에 기여했으며, 이는 체커스 연설로 거슬러 올라갈 수 있다고 주장했다. 다른 평론가들은 그가 체커스 연설을 하지 않았다면 1960년에 닉슨이 당선되었을 수도 있다고 주장했다. 닉슨은 체커스 연설이 없었다면 1960년에 출마하지도 못했을 것이라고 반박했다.
체커스는 1964년에 사망하여 뉴욕 롱아일랜드의 비데아위 동물 묘지에 묻혔다. 1999년, 137명의 미국 공공 연설 학자들이 "사회적 및 정치적 영향, 그리고 수사학적 예술성"을 기준으로 "20세기 미국 최고의 정치 연설 100선" 목록에 포함될 연설을 추천하도록 요청받았다. 이 연설은 목록에서 6위를 차지했다.
훗날 연설에 대한 많은 비판에도 불구하고, 할 보친(닉슨의 수사학에 대한 책을 쓴 저자)은 닉슨이 대중에게 공감을 얻는 이야기를 풀어내는 서술 기법을 사용했기 때문에 당시 성공했다고 주장한다.
[미국 국민]은 그 이야기의 소재, 즉 저렴한 아파트, 주택 담보 대출과의 씨름, 부모님께 빌린 돈, 아내와 자녀에 대한 생명 보험 부재, 심지어 아내의 천 코트까지 공감할 수 있었다. 닉슨은 정치적 투사이자 가장이라는 평판이 있었고, 대중은 "사람들이 뭐라고 말하든 상관없이" 가족 개를 돌려주지 않는 아버지를 존경했다.
"체커스 연설"은 그 이후 정치인이 대중의 지지를 얻기 위해 행하는 개인적이고 감정적으로 충전된 연설을 의미하는 관용구로 영어 어휘에 등재되었다.

## 같이 보기
- 1952년 미국 대통령 선거
- 1971년 닉슨이 서명한 연방 선거 운동법

### 설명 노트
1. ↑   Black 2007, 249쪽. 최근의 책에서는 링컨이 이 말을 한 적이 없다고 밝혔지만, 일반적으로 그에게 기인하며, 따라서 이 글은 표현에 신중을 기하고 있다. Boller & George 1989, 84 참조쪽.
2. ↑   팻 닉슨의 본명은 셀마 캐서린 라이언으로 1912년 3월 16일에 태어났으며, 생일이 성 패트릭의 날과 매우 가까워서 가족들에게 "팻"이라고 불렸다.
3. ↑   Morris 1990, 835쪽. 닉슨은 이 이후에도 계속 말했지만, 구매한 시간이 만료되어 소리(보이스 오버로 대체됨)와 화면이 끊겼다.

### 인용
1. ↑  Morris 1990, 633–634쪽.
2. 1 2 3  Morris 1990, 634쪽.
3. ↑  MeasuringWorth.
4. ↑  Morris 1990, 635쪽.
5. 1 2  Morris 1990, 635–637쪽.
6. ↑  Parmet 1990, 239쪽.
7. ↑  Morris 1990, 672쪽.
8. ↑  Hill & September 22, 1952.
9. ↑  Morris 1990, 643–644쪽.
10. ↑  Parmet 1990, 240쪽.
11. ↑  Ambrose 1988, 275쪽.
12. ↑  Morris 1990, 754–756쪽.
13. ↑  Morris 1990, 761–762쪽.
14. 1 2  Morris 1990, 762쪽.
15. 1 2  Morris 1990, 763쪽.
16. 1 2  Morris 1990, 765쪽.
17. ↑  Morris 1990, 767쪽.
18. ↑  Morris 1990, 768쪽.
19. ↑  Ambrose 1988, 278–279쪽.
20. ↑  Morris 1990, 769–772쪽.
21. 1 2  Morris 1990, 775쪽.
22. 1 2  Halberstam 1993, 239–240쪽.
23. ↑  Morris 1990, 774쪽.
24. 1 2  Morris 1990, 776–778쪽.
25. ↑  Morris 1990, 779–781쪽.
26. ↑  Morris 1990, 786–787쪽.
27. ↑  Morris 1990, 782쪽.
28. ↑  Morris 1990, 794–795쪽.
29. ↑  Black 2007, 236–239쪽.
30. 1 2  Ambrose 1988, 281–282쪽.
31. ↑  Morris 1990, 807쪽.
32. 1 2  Morris 1990, 808–809쪽.
33. 1 2  Black 2007, 247쪽.
34. 1 2  Morris 1990, 813–814쪽.
35. ↑  Fox & May 17, 2006.
36. 1 2  Morris 1990, 814–815쪽.
37. ↑  Morris 1990, 819쪽.
38. 1 2 3  Morris 1990, 816쪽.
39. ↑  Hill & September 24, 1952.
40. ↑  Morris 1990, 817–818쪽.
41. ↑  Morris 1990, 821–823쪽.
42. ↑  Madden & October 12, 1970.
43. ↑  Morris 1990, 825쪽.
44. ↑  Morris 1990, 825–826쪽.
45. ↑  Morris 1990, 827쪽.
46. ↑  Black 2007, 247–248쪽.
47. 1 2 3 4 5 6 7 8 9 10 11 12  PBS, speech text.
48. ↑  Black 2007, 248쪽.
49. ↑  Morris 1990, 828–829쪽.
50. ↑  Morris 1990, 830–831쪽.
51. 1 2 3  Morris 1990, 831쪽.
52. ↑  Morris 1990, 832쪽.
53. ↑  Black 2007, 250쪽.
54. ↑  Parmet 1990, 247쪽.
55. ↑  Morris 1990, 834–835쪽.
56. 1 2  Morris 1990, 836쪽.
57. ↑  Morris 1990, 837쪽.
58. ↑  Thompson 2000, 291쪽.
59. ↑  Morris 1990, 839쪽.
60. 1 2  Black 2007, 251–252쪽.
61. ↑  Black 2007, 253–255쪽.
62. ↑  Bochin 1990, 42쪽.
63. ↑  Morris 1990, 840쪽.
64. ↑  Black 2007, 256쪽.
65. 1 2 3  Nixon 1962, 122쪽.
66. ↑  Morris 1990, 844–845쪽.
67. 1 2 3  The New York Times & September 24, 1952.
68. ↑  Bochin 1990, 41쪽.
69. ↑  Black 2007, 258쪽.
70. ↑  Nixon 1962, 123쪽.
71. 1 2  Black 2007, 259쪽.
72. ↑  Morris 1990, 844쪽.
73. ↑  Morris 1990, 845쪽.
74. 1 2 3  The Washington Post & September 25, 1952.
75. ↑  Mobile Register, 8쪽.
76. 1 2 3  Morris 1990, 854쪽.
77. 1 2  Ambrose 1988, 289쪽.
78. ↑  Morris 1990, 851–852쪽.
79. 1 2  Morris 1990, 852쪽.
80. 1 2 3  Black 2007, 261쪽.
81. ↑  Greenberg 2004, 31쪽.
82. ↑  Cathcart and Schwarz, 9쪽.
83. ↑  Kerbel 1999, 34쪽.
84. ↑  Morris 1990, 855쪽.
85. 1 2  Safire 2008, 113–115쪽.
86. ↑  Nixon 1962, 125쪽.
87. 1 2  Bochin 1990, 44쪽.
88. ↑  The New York Times & December 31, 1964.
89. ↑  “Top 100 Speeches”. 《americanrhetoric.com》. 2020년 1월 15일에 확인함.
90. ↑  Bochin 1990, 43쪽.
91. ↑  Delahunty & Dignen 2012, 79쪽; Safire 2008, 113–115쪽.

### 참고 문헌
- Ambrose, Stephen (1988). 《Nixon: The Education of a Politician, 1913–1962》. New York: Simon and Schuster. ISBN 978-0-671-65722-2.
- Black, Conrad (2007). 《Richard M. Nixon: A Life in Full》. New York: PublicAffairs. ISBN 978-1-58648-674-7.
- Bochin, Hal (1990). 《Richard Nixon: Rhetorical Strategist》. Westport, CT: Greenwood Press. ISBN 978-0-313-26108-4.
- Boller, Paul F. Jr.; George, John H. (1989). 《They Never Said It》. New York: Oxford University Press, USA. ISBN 978-0-19-505541-2.
- Delahunty, Andrew; Dignen, Sheila (2012). 《Oxford Dictionary of Reference and Allusion》. 옥스퍼드 대학교 출판부. ISBN 978-0-19-956746-1.
- Greenberg, David (2004). 《Nixon's Shadow: The History of an Image》. New York: W.W. Norton & Co. ISBN 978-0-393-32616-1.
- Halberstam, David (1993). 《The Fifties》. New York: Villard Books. ISBN 978-0-679-41559-6.
- Kerbel, Matthew (1999). 《Remote & Controlled: Media Politics in a Cynical Age》. Boulder, CO: Westview Press. ISBN 978-0-8133-6869-6.
- Morris, Roger (1990). 《Richard Milhous Nixon: The Rise of an American Politician》. New York: Henry Holt and Company. ISBN 978-0-8050-1834-9.
- Nixon, Richard (1962). 《여섯 번의 위기》. New York: Doubleday and Company. OCLC 456542.
- Parmet, Herbert (1990). 《Richard Nixon and His America》. Old Saybrook, CT: Konecky & Konecky. ISBN 978-1-56852-082-7.
- Safire, William (2008). 《Safire's Political Dictionary》. New York: Oxford University Press. ISBN 978-0-19-534334-2.
- Thompson, John (2000). 《Political Scandal》. Cambridge: Polity. ISBN 978-0-7456-2550-8.

### 기타 자료
- Cathcart, Robert S.; Schwarz, Edward A. (September–October 1968). 《The New Nixon or Poor Richard》. 《노스 아메리칸 리뷰》 253. 8–12쪽. JSTOR 25116842.
- Fox, Margalit (2006년 5월 17일). “L. Carrol, 83, Is Dead; Gave Nixons Dog Known as Checkers”. 《The New York Times》. 2008년 10월 14일에 확인함.
- Hill, Gladwin (1952년 9월 22일). “G.O.P. rift in West tied to Nixon data”. 《The New York Times》. 2009년 5월 13일에 확인함. (구독 필요)
- Hill, Gladwin (1952년 9월 24일). “I'm not a quitter: Senator says he'll let Republican National Committee decide”. 《The New York Times》. 2009년 6월 4일에 확인함. (구독 필요)
- Madden, Richard (1970년 10월 12일). “A Nixon lieutenant since 1946: Murray M (for 'absolutely nothing') Chotiner”. 《The New York Times》. 2009년 3월 16일에 확인함. (구독 필요)
- “Six Ways to Compute the Relative Value of a U.S. Dollar Amount, 1774 to Present”. MeasuringWorth. 2009년 5월 5일에 확인함. (Consumer bundle)
- “Nixon does excellent job in expense fund report”. 《Mobile Register》. 1952년 9월 25일. 8면.
- “Nixon replies tax phone, wire lines”. 《The New York Times》. 1952년 9월 24일. 2009년 4월 11일에 확인함. (구독 필요)
- “Headstone put on L.I. grave of the Nixons' dog Checkers”. 《The New York Times》. 1964년 12월 31일. 2009년 4월 10일에 확인함.
- “Primary Sources: Checkers speech”. 《pbs.org》. WGBH Educational Foundation. 2009년 4월 17일에 원본 문서에서 보존된 문서. 2009년 6월 1일에 확인함.
- “Press reaction to Nixon is split” (PDF). 《The Washington Post》. 1952년 9월 25일. 2011년 6월 4일에 원본 문서 (PDF)에서 보존된 문서. 2009년 4월 25일에 확인함. (구독 필요)

## 추가 자료
- Mattson, Kevin (2012). 《Just Plain Dick: Richard Nixon's Checkers Speech and the "Rocking, Socking" Election of 1952》. New York: Bloomsbury USA. ISBN 978-1-60819-812-2.

- Perlstein, Rick (2008). 《Nixonland: The Rise of a President and the Fracturing of America》. New York: Scribner. ISBN 978-0-7432-4302-5.